# 太阳升起的舞蹈
《太阳升起的舞蹈》（西班牙語：La Danza Del Dios Sol）是周深演唱的中拉命运共同体主题歌曲，有中文和西班牙文两个版本。2024年11月6日，歌曲在各大音乐平台作为单曲发布，特别定制MV也于同日在各大新闻媒体发布。

## 背景与风格
中拉命运共同体是中国－拉美和加勒比国家为了互利合作而建立的伙伴关系，2024年是构建中拉命运共同体提出10周年。《太阳升起的舞蹈》是中拉命运共同体主题歌曲，由中华人民共和国国务院新闻办公室对外推广局指导，中国搜索、腾讯音乐娱乐集团、解读中国工作室联合出品。
歌曲由严艺丹作词作曲、周深演唱，共有中文《太阳升起的舞蹈》和西班牙文《La Danza Del Dios Sol》两个版本，于2024年11月6日在海内外各大音乐平台上线。2024年11月5日，在秘鲁举办的亚太经合组织第三十一次领导人非正式会议期间，在秘鲁南部古城库斯科首播，并将在中拉文明对话系列活动中广泛使用。
《太阳升起的舞蹈》歌曲旋律综合了华语流行及拉美舞蹈音乐风格，整体曲风活泼欢快，富有节奏感。在歌曲后半段，加入了源自拉美地区的世界名曲《山鹰之歌》的一小段吟唱。
根据词曲作者严艺丹的微博，周深从学习到完成录制只用了不到24小时。
歌曲获得了中国、秘鲁、阿根廷等媒体西班牙文、英文报道，中国驻多个国家的大使馆的西班牙文转发，以及秘鲁多个政府机构的转发。

## 音乐视频
2024年11月6日，音乐视频在各大新闻媒体及视频平台发布，同样分为中文《太阳升起的舞蹈》及西班牙文《La Danza Del Dios Sol》两个版本。MV中除了周深演唱时的镜头，更展示了大量的中国及拉美和加勒比国家的历史文物，显示了双方的文物有很多相似的地方，虽然相隔大洋，但人类文明的发展在很多方面是同频的。
2024年11月13日，又发布了《太阳升起的舞蹈》及《La Danza Del Dios Sol》动画版音乐视频。